# NGC 976
NGC 976 is een spiraalvormig sterrenstelsel in het sterrenbeeld Ram. Het hemelobject werd in 1877 ontdekt door de Duitse astronoom Ernst Wilhelm Leberecht Tempel.

## Synoniemen
- PGC 9776
- UGC 2042
- MCG 3-7-27
- ZWG 462.27
- IRAS02311+2045